# ستيرلينغ (مقاطعة فيرنون)
ستيرلينغ، مقاطعة فيرنون (بالإنجليزية: Sterling, Vernon County, Wisconsin)‏ هي بلدة تقع بولاية ويسكونسن في الولايات المتحدة. تبلغ مساحتها 117.7 (كم²)، وترتفع عن سطح البحر 342 م، بلغ عدد سكانها 713 نسمة في عام 2000 حسب إحصاء مكتب تعداد الولايات المتحدة وتصل الكثافة السكانية فيها 6.1 نسمة/كم2.

## وصلات خارجية
- The US50 - Cities and Towns in Wisconsin State
- Wisconsin Cities and Towns, Facts, Map, Flag, Colleges, Government, and More